# Nötö (Brändö, Åland)
Nötö är en ö i Åland (Finland). Den ligger i Skärgårdshavet och i kommunen Brändö i landskapet Åland, i den sydvästra delen av landet. Ön ligger omkring 69 kilometer nordöst om Mariehamn och omkring 220 kilometer väster om Helsingfors.
Öns area är 1 kvadratkilometer och dess största längd är 1,8 kilometer i sydväst-nordöstlig riktning. Ön höjer sig omkring 10 meter över havsytan.
I övrigt finns följande på Nötö:
- Ramsholm (en halvö)